# Parque Ueno

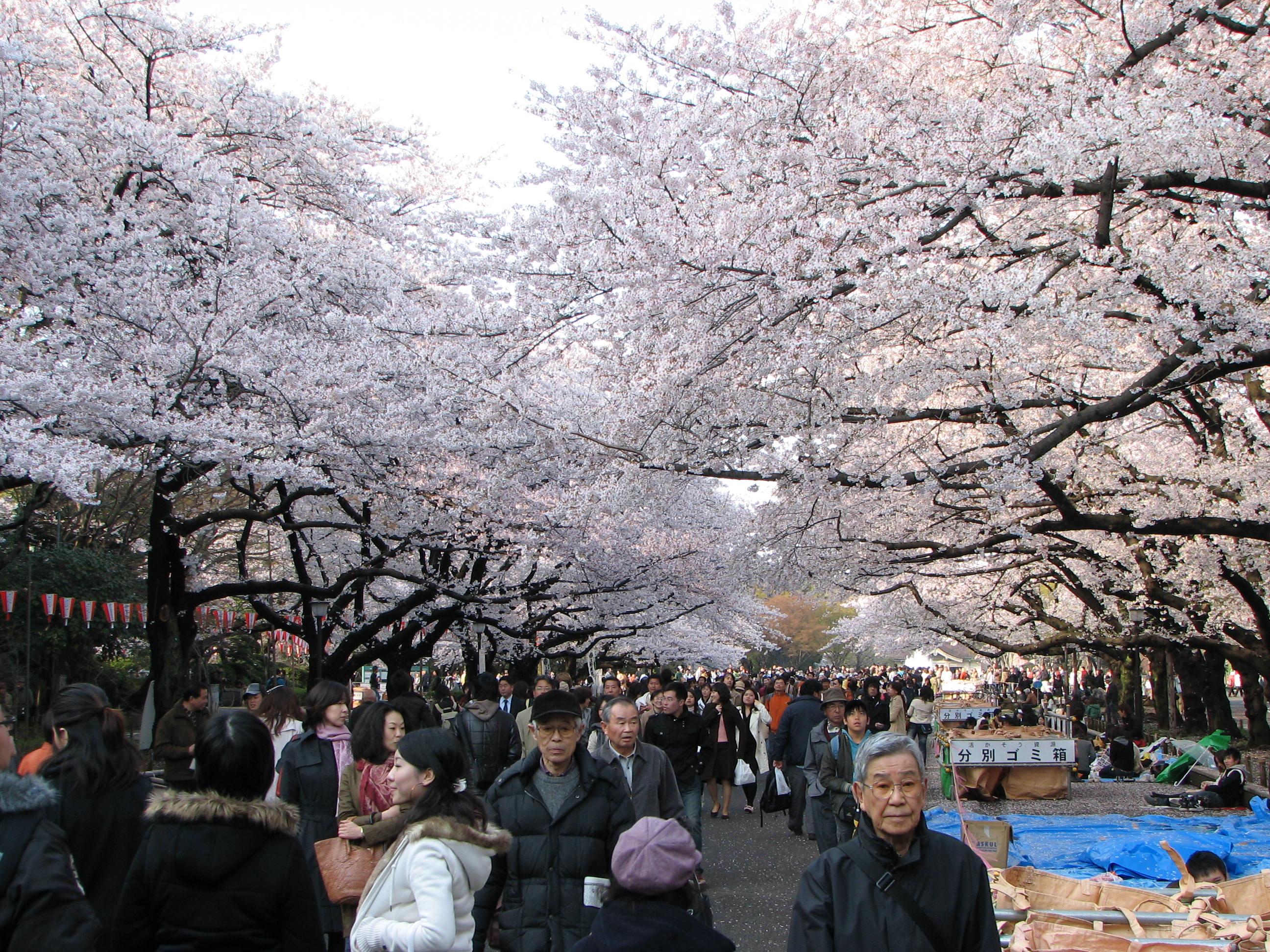
Visitantes durante a florada das cerejeiras no Parque Ueno.

O Parque Ueno (上野公園, Ueno Kōen) é um espaçoso parque público no distrito de Ueno do bairro de Taito, Tóquio, Japão. O parque foi fundado em 1873 em terras antigamente pertencentes ao templo de Kan’ei-ji. Entre os primeiros parques públicos do país, ele foi fundado seguindo o exemplo ocidental como parte da inspiração e assimilação de práticas internacionais que caracterizaram o começo do período Meiji. O lar de um grande número de grandes museus, o Parque Ueno é também celebrado na primavera pela florada da cerejeira e o hanami . Em tempos mais recentes, o parque e suas atrações atraíram mais de dez milhões de visitantes por ano, fazendo-a o parque urbano mais popular do Japão.

## História
O Parque Ueno ocupa terras antigamente pertencentes ao templo Kan’ei-ji, fundado em 1625 no " portão do demônio " a direção azarada para o nordeste do Castelo Edo. A maior parte dos edifícios dos templos foram destruídos na Batalha de Ueno em 1868, durante a Guerra Boshin, quando as forças do Xogunato Tokugawa foram derrotadas por aquelas que almejavam a restauração do domínio imperial. Em dezembro do mesmo ano, o Monte Ueno tornou-se propriedade da cidade de Tóquio, além dos templos sobreviventes que incluíam o pagode de cinco andares de 1639, o Dō de Kannon de 1631, e o portão principal (todos ICPs).
Várias propostas foram oferecidas para o uso do lugar como escola médica ou hospital, mas o médico holandês Bauduin se colocou a favor da transformação da área em parque. Em janeiro de 1873, o Dajō-kan emitiu uma nota que previa a criação de parques públicos, observando que "em províncias incluindo Tóquio, Osaka e Kyoto, há lugares de interesse histórico, beleza cênica e recreação e relaxamento onde pessoas podem visitar e se divertir, por exemplo o Sensō-ji e o Kan'ei-ji..." Isto foi um ano após a fundação do Parque Nacional de Yellowstone, o primeiro parque nacional do mundo.
Mais tarde naquele ano, o Parque Ueno foi criado, juntamente com o Parque Shiba,  Asakusa, o Parque Asukayama e Fukugawa. Ele foi primeiramente administrado pelo Escritório do Museu do Ministério Interno, depois pelo Ministério de Agricultura e Comércio, antes de passar para o Ministério da Casa Imperial. Em 1924, em homenagem ao casamento de Hirohito, o Parque Ueno foi apresentado para a cidade pelo Imperador Taishō, recebendo o nome oficial que dura até os dias de hoje, Ueno Onshi Kōen (上野恩賜公園)

## Características naturais
O parque tem cerca de 8.800 árvores, incluindo Ginkgo biloba, cânfora, Zelkova serrata, Prunus campanulata, Prunus × yedoensis, e Prunus serrulata. Há mais de 24.800 m2 de arbustos. A Lagoa Shinobazu é um pequeno lago com uma área de 16 ha, com extensivas camadas de lótus e marisma. Ele fornece uma importante invernada para aves. Espécies normalmente encontradas incluem: zarro-negrinha, piadeira, marreca-arrebio, zarro-comum, Tachybaptus ruficollis, garça-branca-grande, corvo-marinho-de-faces-brancas. Espécimes de Aythya baeri, zarro-de-colar e piadeira-americana também foram registrados.
A ilha central abriga um santuário para Benzaiten, deusa da fortuna, inspirado na Ilha Chikubu, no Lago Biwa. A área antigamente era cheia de hotéis do amor. Após a Guerra do Pacífico, o lago foi drenado e usado para o cultivo de cereais e posteriormente houve planos para transformar o local em um estádio de beisebol ou estacionamento O lago de lótus foi restaurado em 1949, embora grande parte dele foi drenado acidentalmente outra vez em 1968 durante as obras para uma nova linha do metrô.
No total, há por volta de 800 árvores de cerejeira no parque, embora com a inclusão daquelas pertencentes ao santuário de Tōshō-gū, edifícios dos templos e outros pontos ao redor, o total alcança por volta de 1.200. Inspirado, Matsuo Bashō escreveu "nuvem de cerejeiras – é o sino do templo de Ueno ou Asakusa"

## Instalações culturais

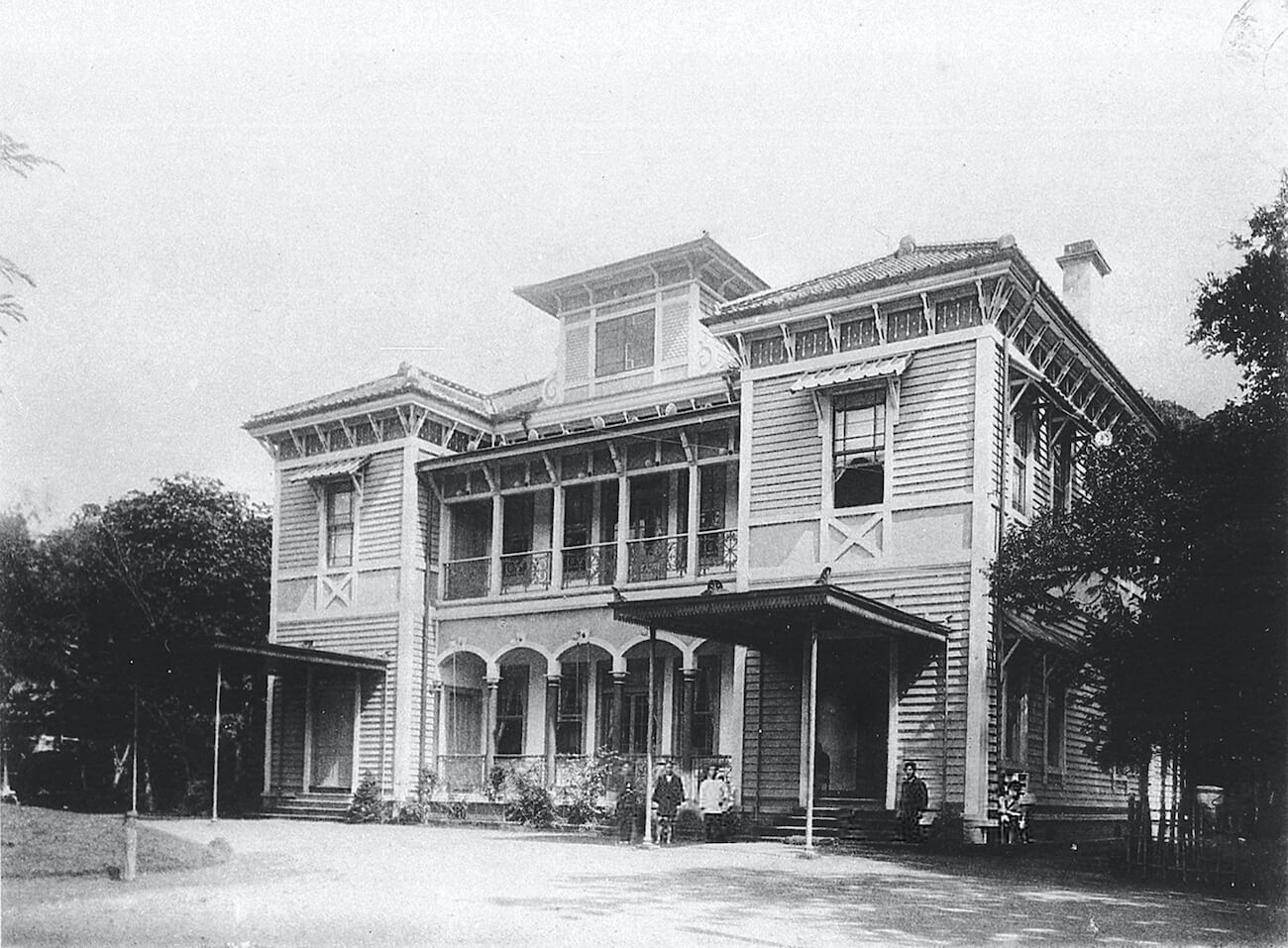
O Seiyōken foi fundado em 1872, um dos primeiros restaurantes de estilo occidental no Japão. O surgimento do primeiro café seguiu em 1888.

O Parque Ueno é lar de um grande número de museus. As palavras em japonês para museu, bem como para arte, foram cunhadas no período Meiji (a partir de 1868) para capturar conceitos do Ocidente após a Missão Iwakura e outras das primeiras visitas  para a América do Norte e Europa. O Museu Nacional de Tóquio foi fundado em 1872 após a primeira exposição do Departamento de Museus do recém-criado Ministério da Educação, Cultura, Desporto, Ciência e Tecnologia do Japão, no mesmo ano em que o Museu do Ministério da Educação abriu, agora o Museu Nacional de Ciência do Japão. 
O Museu Nacional de Arte Ocidental foi fundado em 1959 baseado na coleção de Kojiro Matsukata, devolvida pelo governo francês após o Tratado de São Francisco. O edifício foi concebido por Le Corbusier, que o utilizou para expressar seu conceito de Museu de Crescimento Ilimitado, baseado em uma espiral em expansão. Ele foi indicado à nomeação para ser um patrimônio mundial da UNESCO. 
Outros museus incluem o Museu de Arte Metropolitana de Tóquio, que data de 1926, e o Museu Shitamachi de 1980, que é dedicado à cultura da "cidade baixa". O parquet também foi escolhido como lar da Academia do Japão (1879), Escola de Belas Artes de Tóquio (1889) e Escola de Música de Tóquio (1890). A primeira sala de concertos em estilo ocidental do país, a Sala de Concertos Sogakudo, de 1890 (PCIJ), foi doada ao parque em 1983. O Tokyo Bunka Kaikan abriu em 1961 como um espaço para ópera e balé, em comemoração do quinhentésimo aniversário da fundação da cidade de Edo. A Biblioteca Imperial foi fundada como uma biblioteca nacional em 1872 e abriu no Parque Ueno em 1906. A Biblioteca Nacional da Dieta abriu em Chiyoda em 1948 e o edifício atualmente abriga a Biblioteca Internacional de Literatura Infantil. 

## Outros pontos de nota
Tokugawa Ieyasu é consagrado no santuário de Tōshō-gū, em Ueno, datando de 1651. O santuário de Gojoten é dedicado ao estudioso Sugawara no Michizane, enquanto o vizinho Inari Jinja de Hanazono possui  estátuas vermelhas da raposa Inari Okami em uma gruta. Há um enterro montículo do período Yayoi em uma pequena colina perto do centro do parque.  Por uma década até 1894, havia corrida de cavalos perto da Lagoa Shinobazu.  Atualmente há um campo de beisebol, nomeado em homenagem ao poeta Masaoka Shiki, fã do esporte. Assim como o primeiro museu de arte do Japão, o parque também possui o primeiro zoológico, o primeiro bonde, a primeira comemoração do Dia do Trabalhador (em 1920) além de abrigar várias exposições industriais.  A estação Ueno abriu próximo ao parquet em 1883. Após o grande terremoto de Kanto, em 1923, avisos de pessoas desaparecidas foram fixados na estátua de Saigo Takamori.  O Parque Ueno e suas proximidades aparecem constantemente na ficção japonesa, incluindo The Wild Geese, de Mori Ōgai.

### Sem-teto
Muitos sem-teto vivem no Parque Ueno. Encontrados no meio das áreas arborizadas, acampamentos de desabrigados chegam ao tamanho de pequenas vilas, com uma estrutura, cultura e sistema de apoio internos. Os abrigos de longo prazo são normalmente construídos de papelão coberto com lona alcatroada. A polícia ocasionalmente destrói os acampamentos e expulsa ou prende os sem-teto, que voltam assim que possível. Apesar de a ocupação ser ilegal no Japão, os sem-teto são vistos como um problema endêmico em Tóquio e outras cidades e a presença deles é aceita como algo inevitável. 

## Atrações, monumentos e instalações culturais

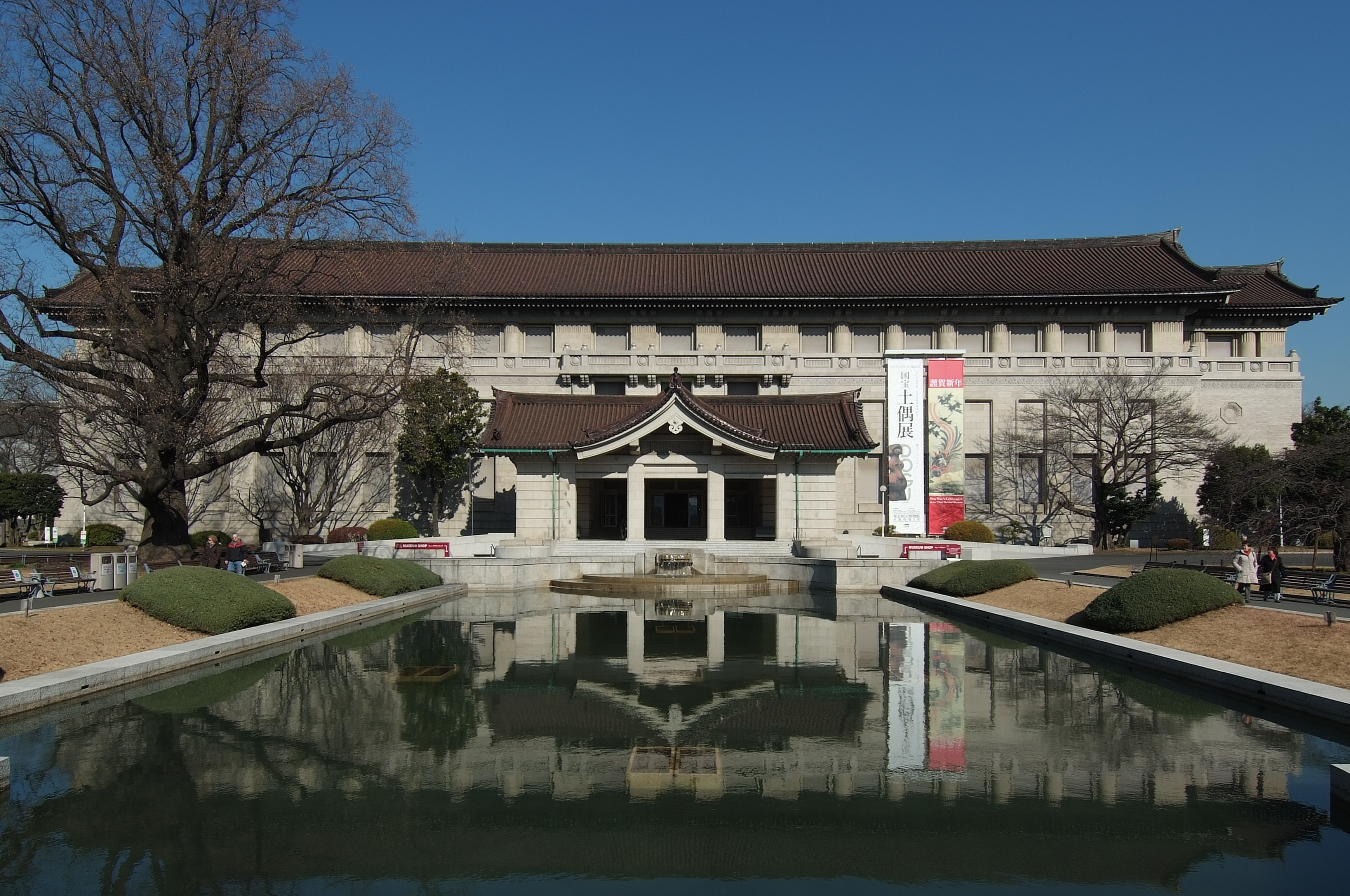
Museu Nacional de Tóquio
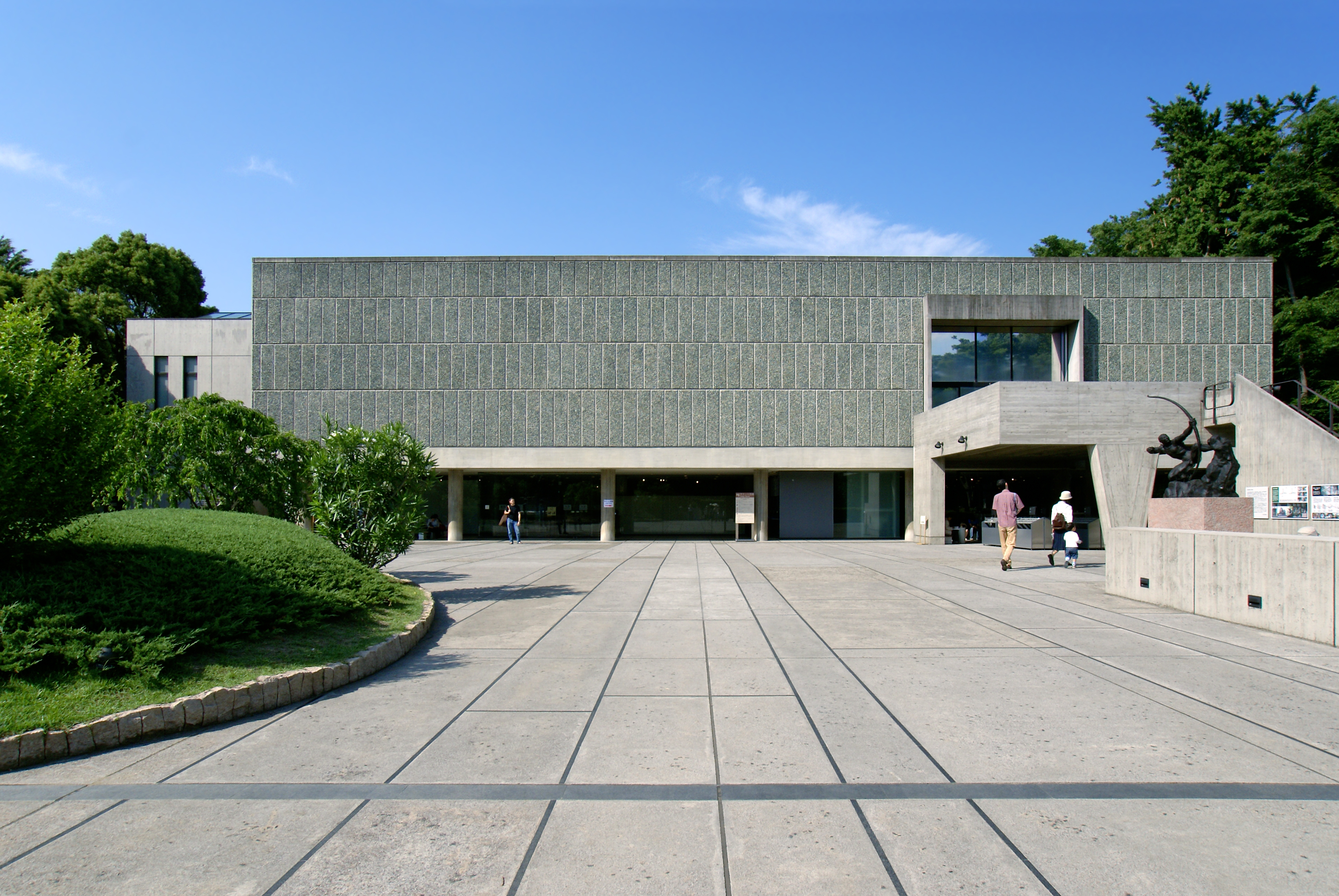
Museu Nacional de Arte Ocidental
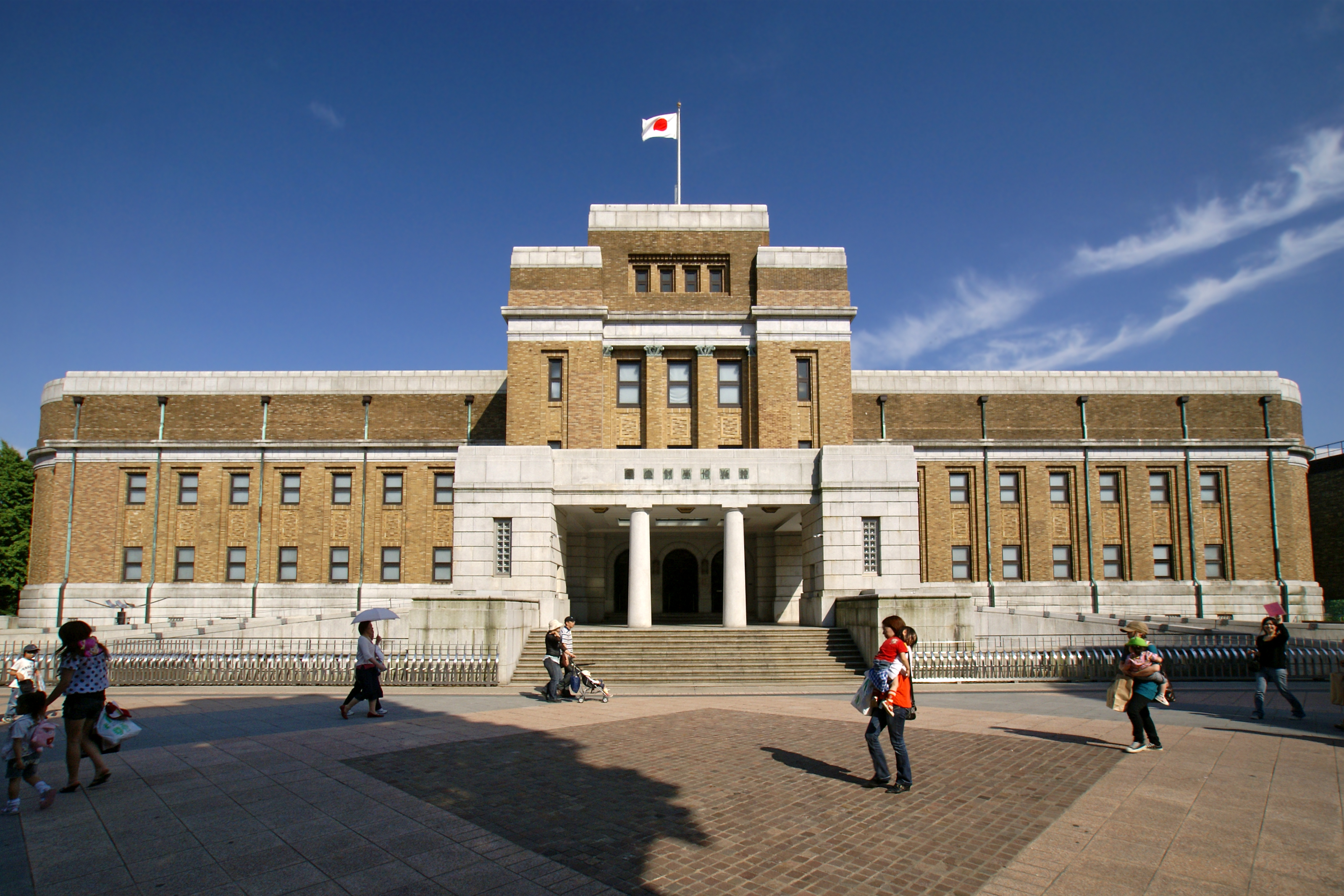
Museu Nacional de Ciência do Japão
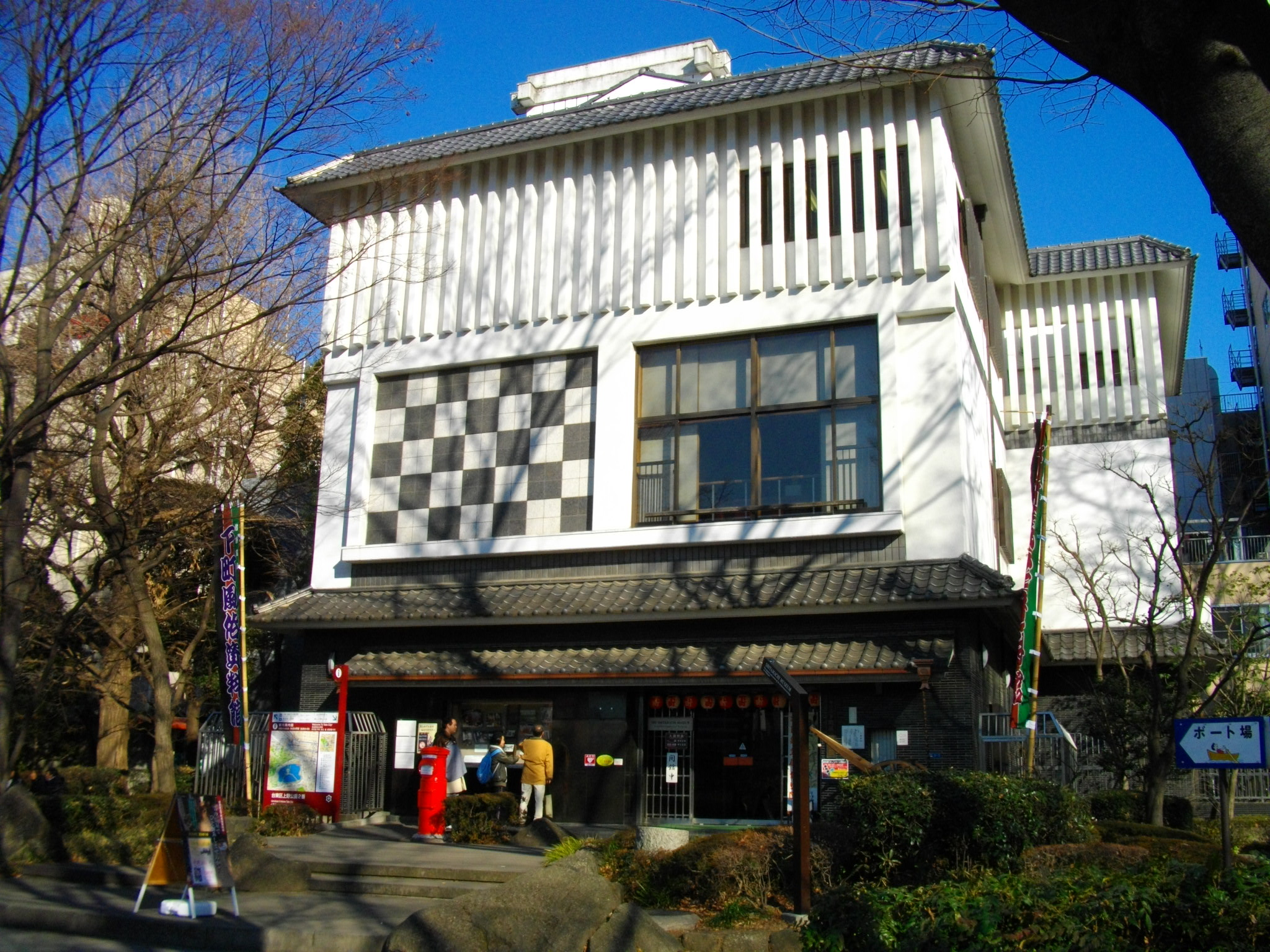
Museu Shitamachi
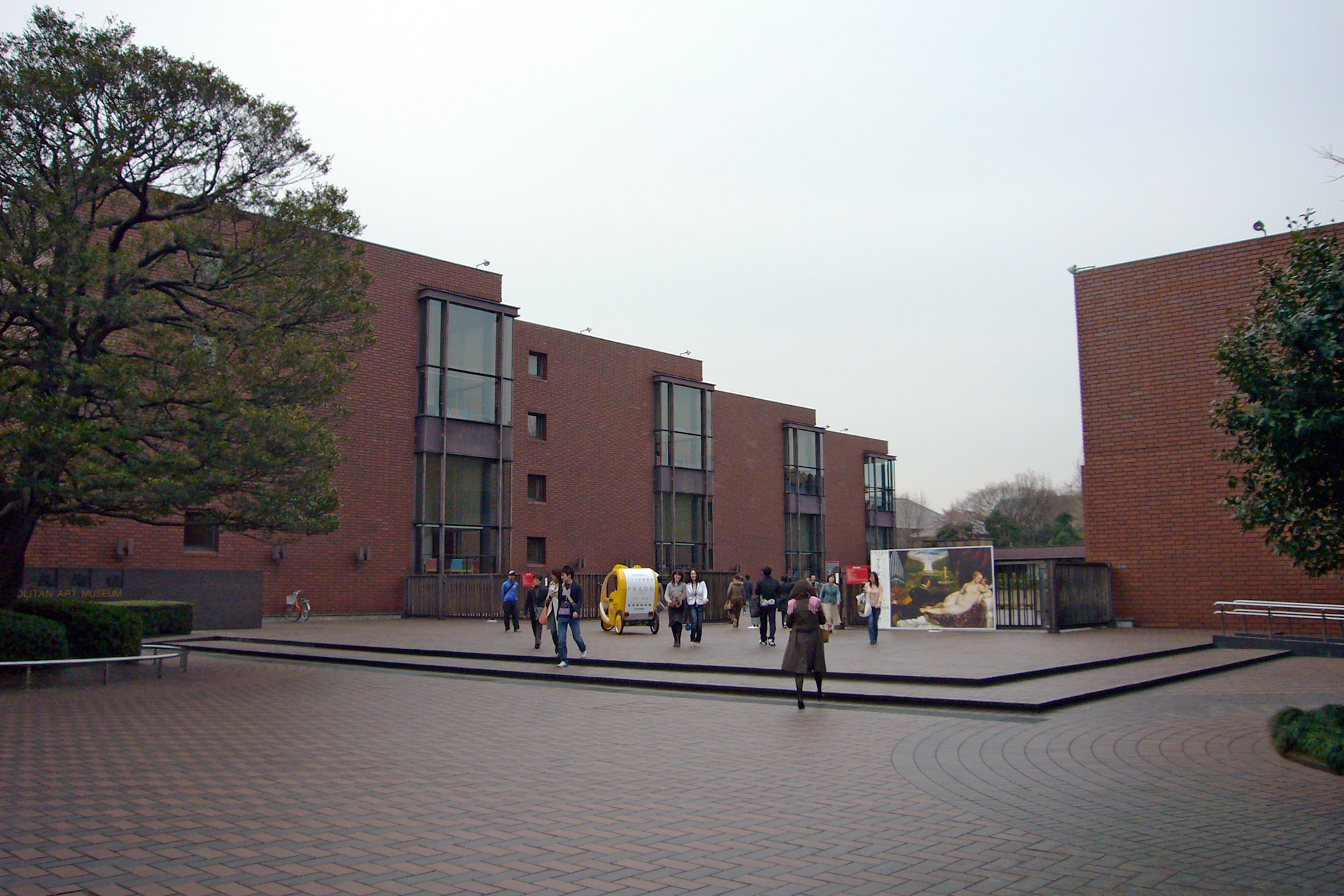
Museu de Arte Metropolitana de Tóquio
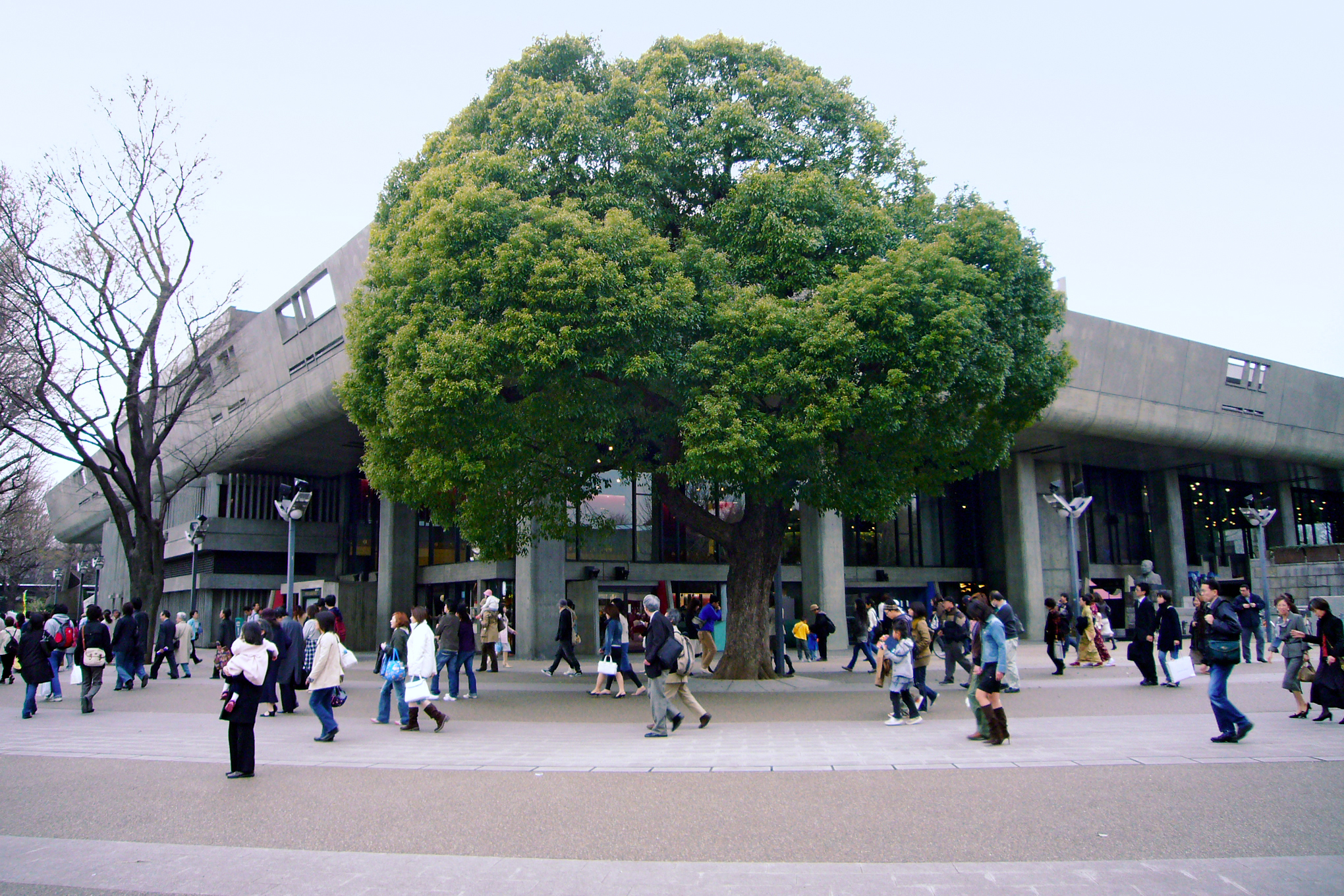
Tokyo Bunka Kaikan
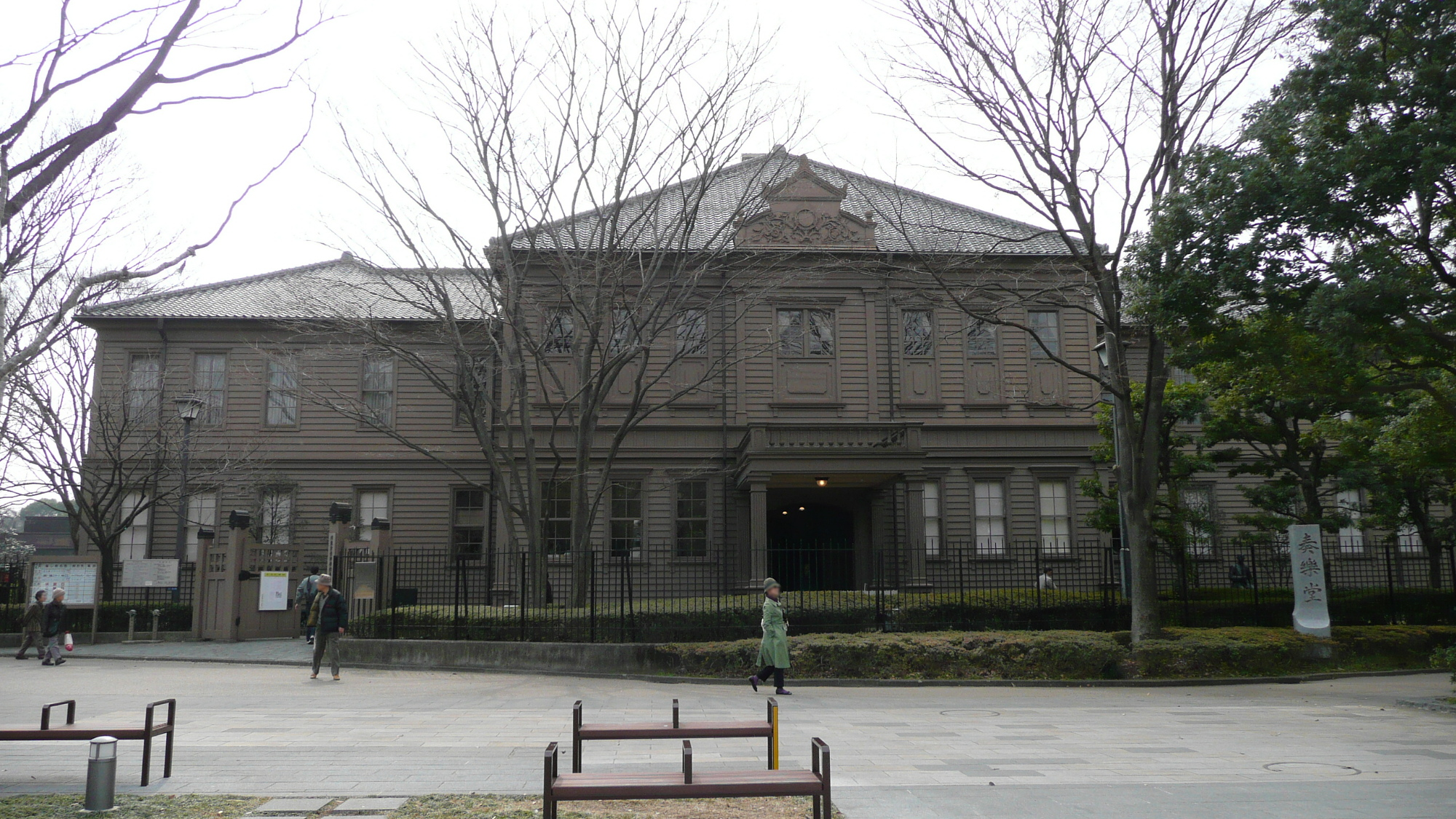
Sala de Concertos Sogakudo
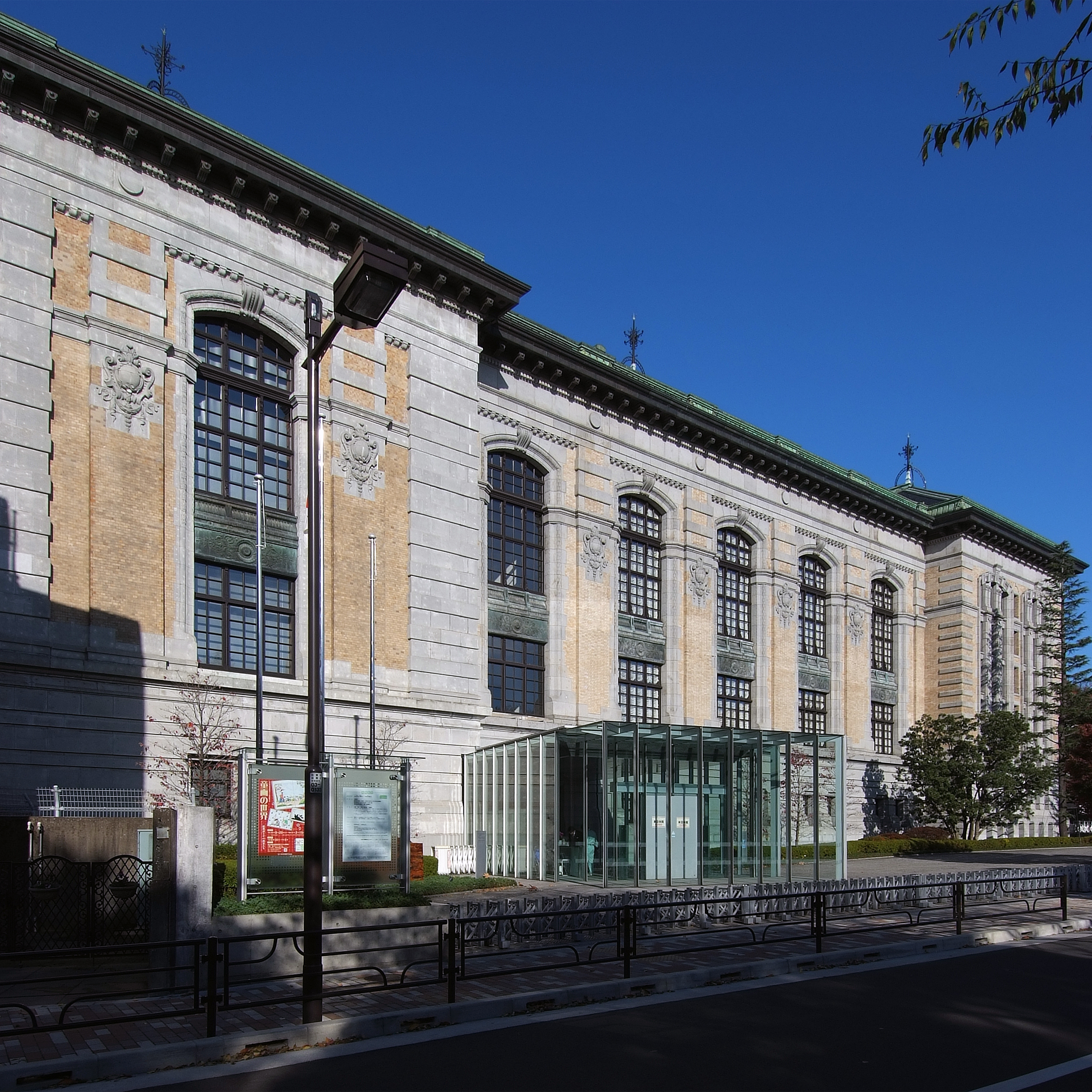
Biblioteca Internacional de Literatura Infantil
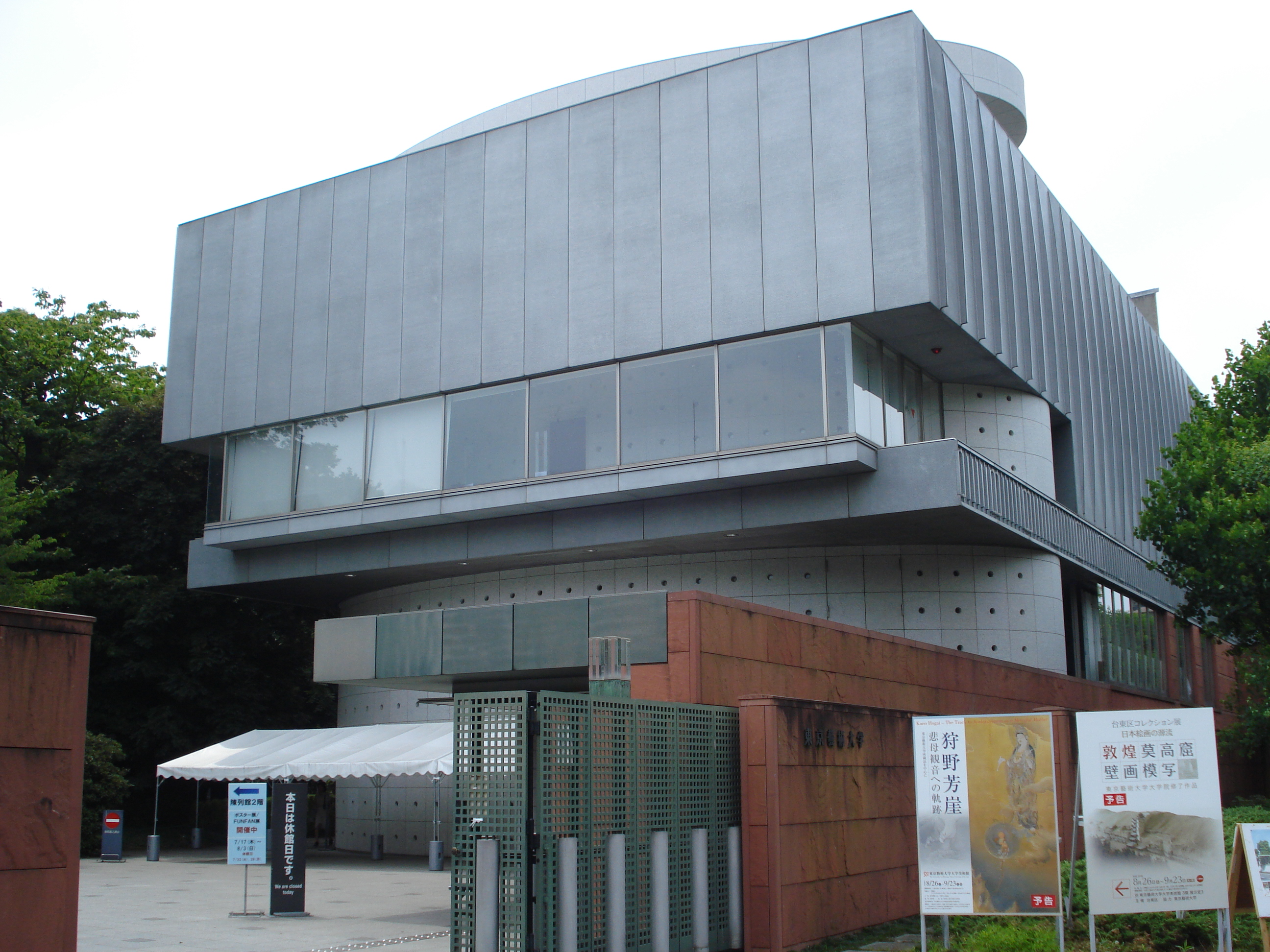
Universidade de Artes de Tóquio
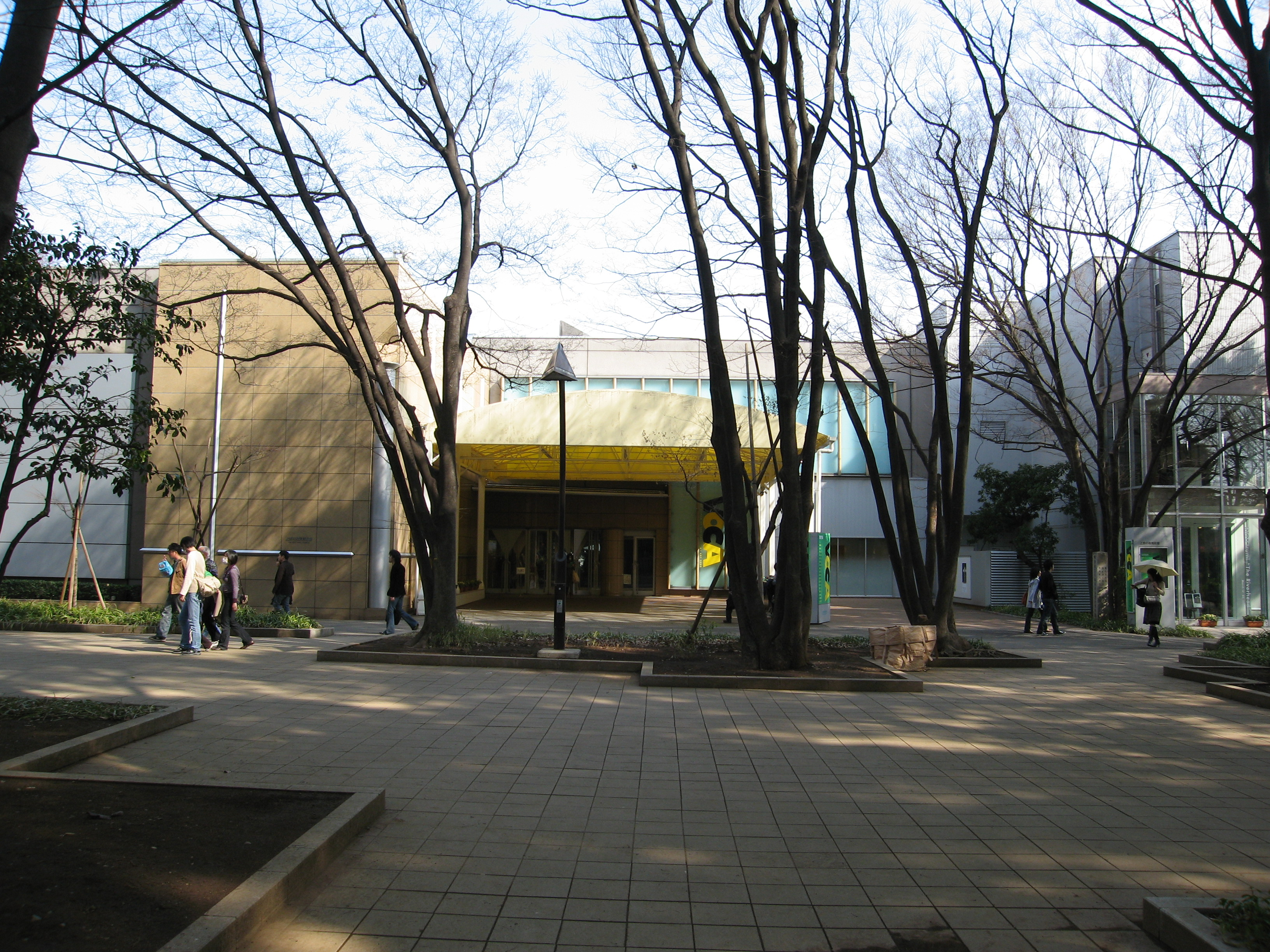
Museu Real de Ueno
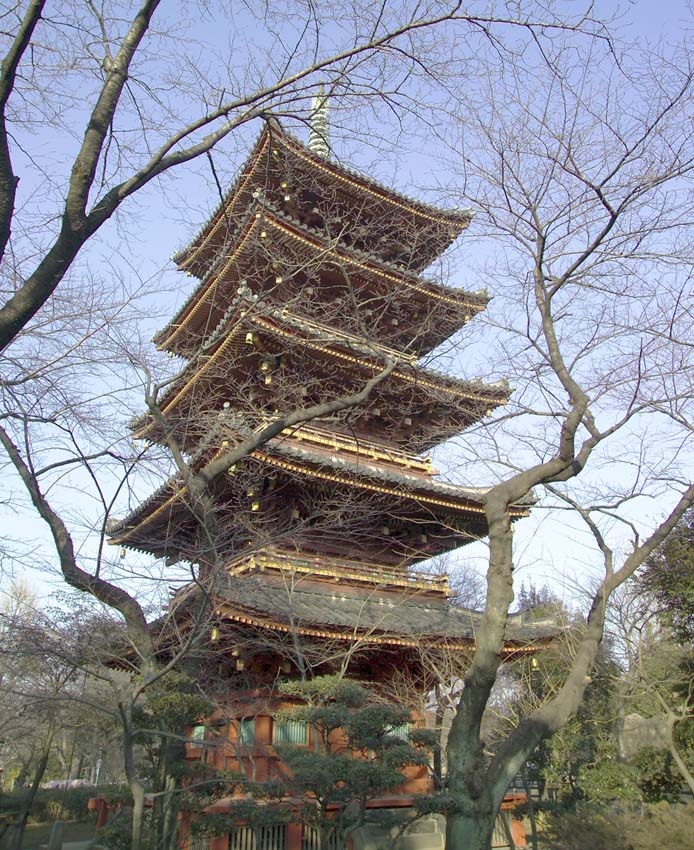
Pagode e Kan'ei-ji
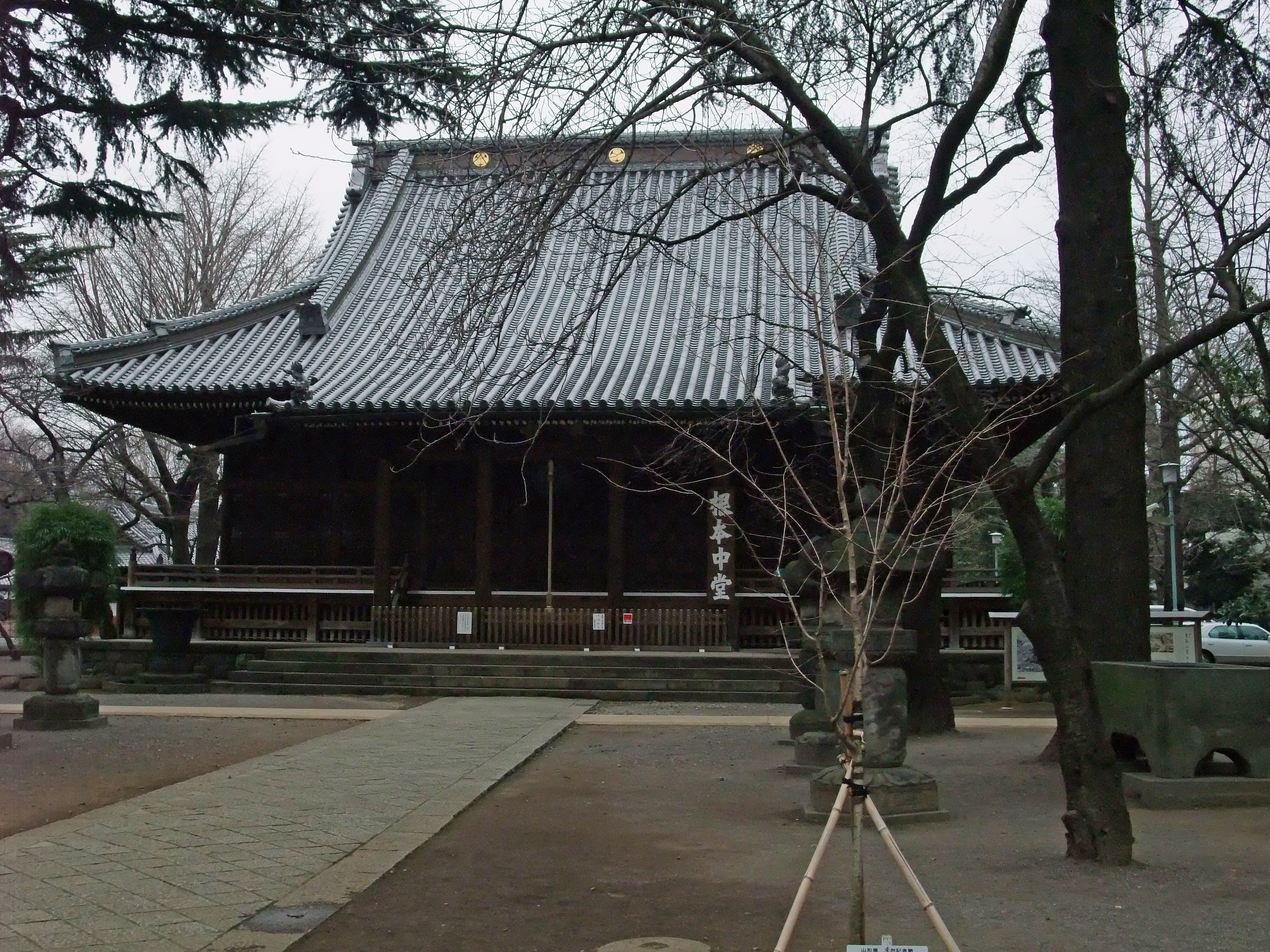
Hondō de Kan'ei-ji
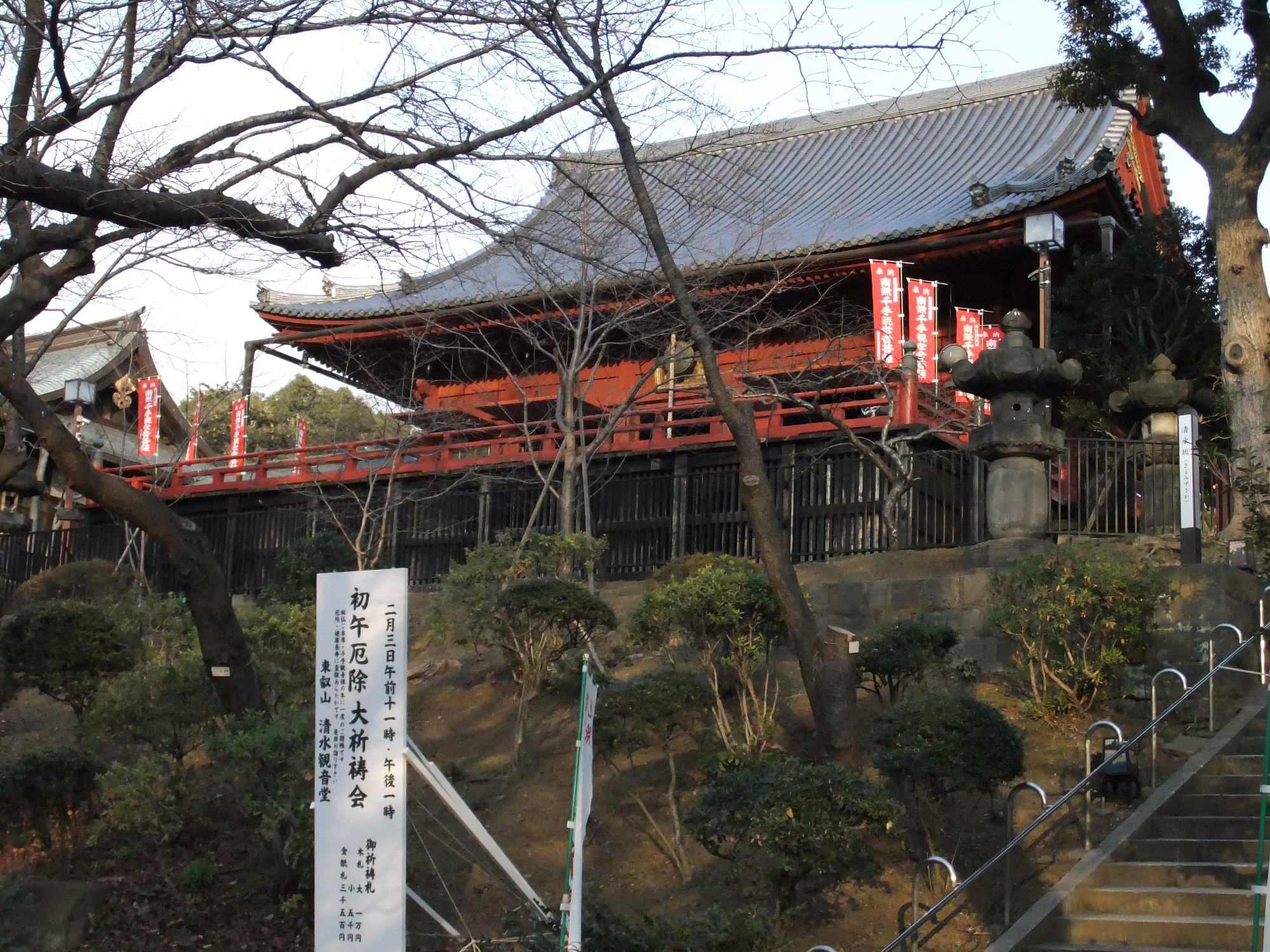
Dō de Kiyomizu Kannon
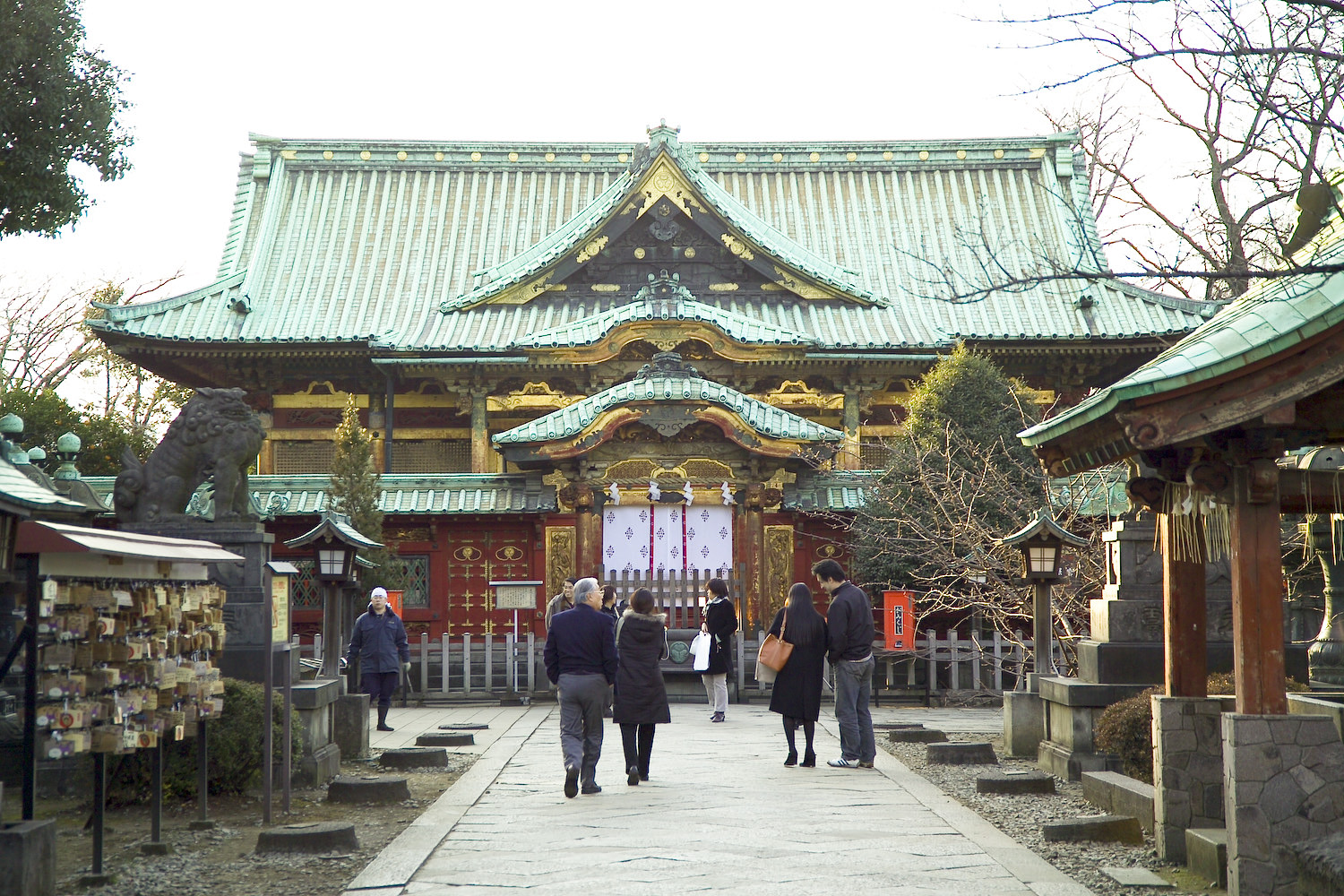
Tōshō-gū de Ueno
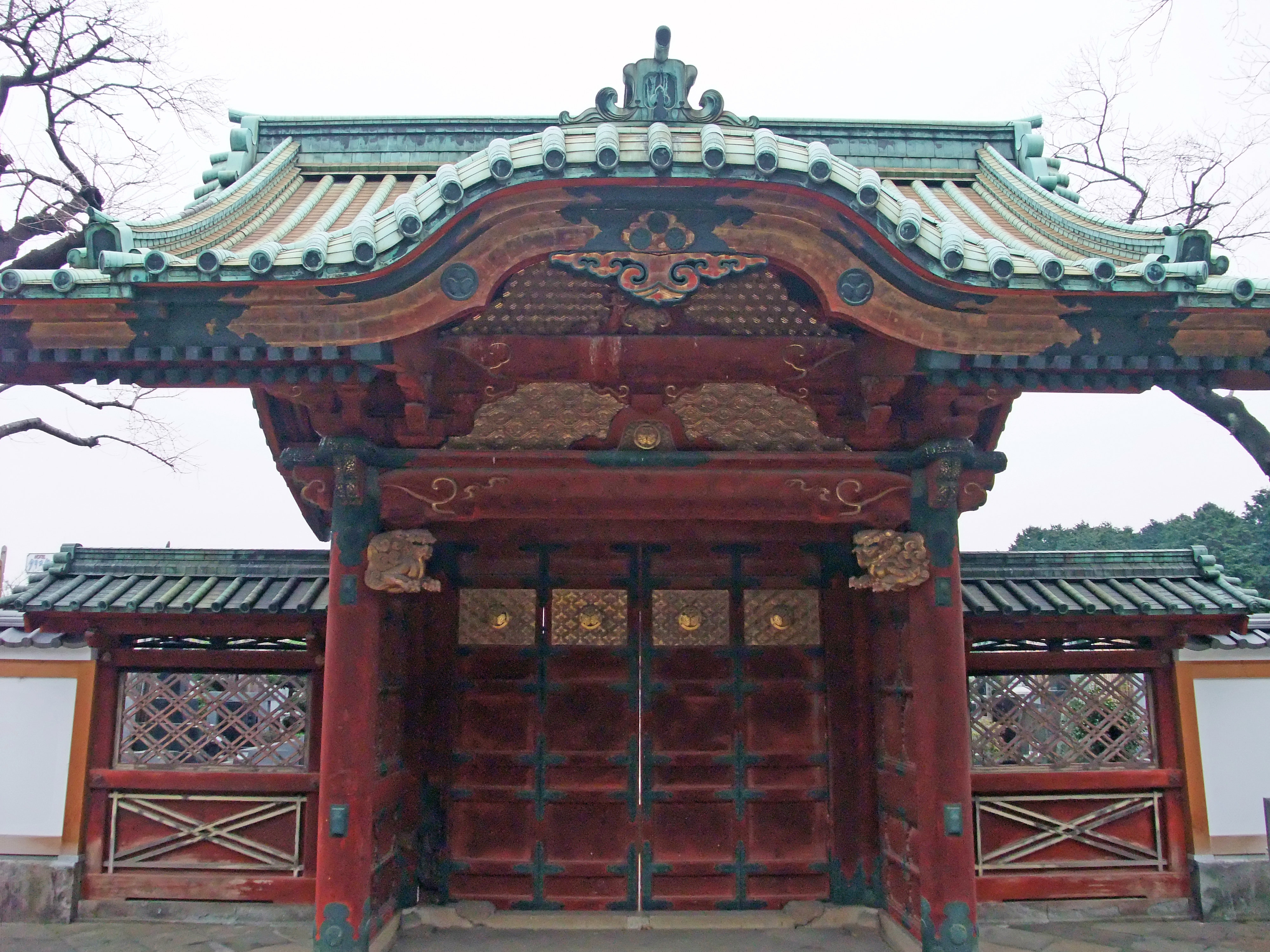
Mausoléu Tokugawa
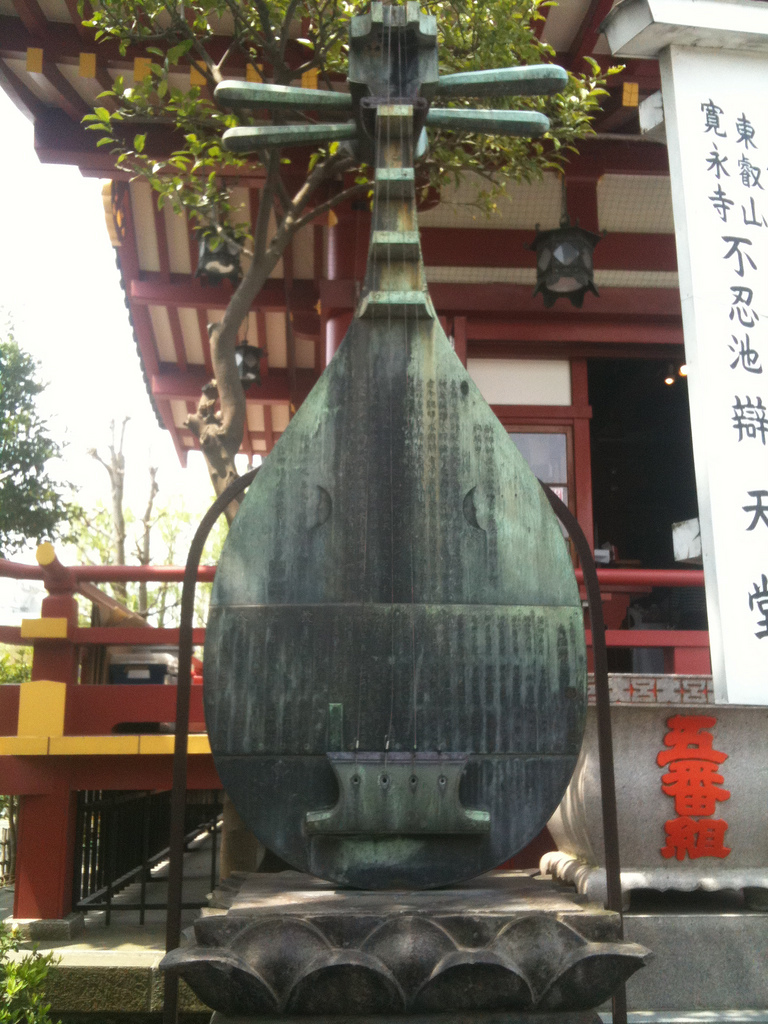
dō de Benten
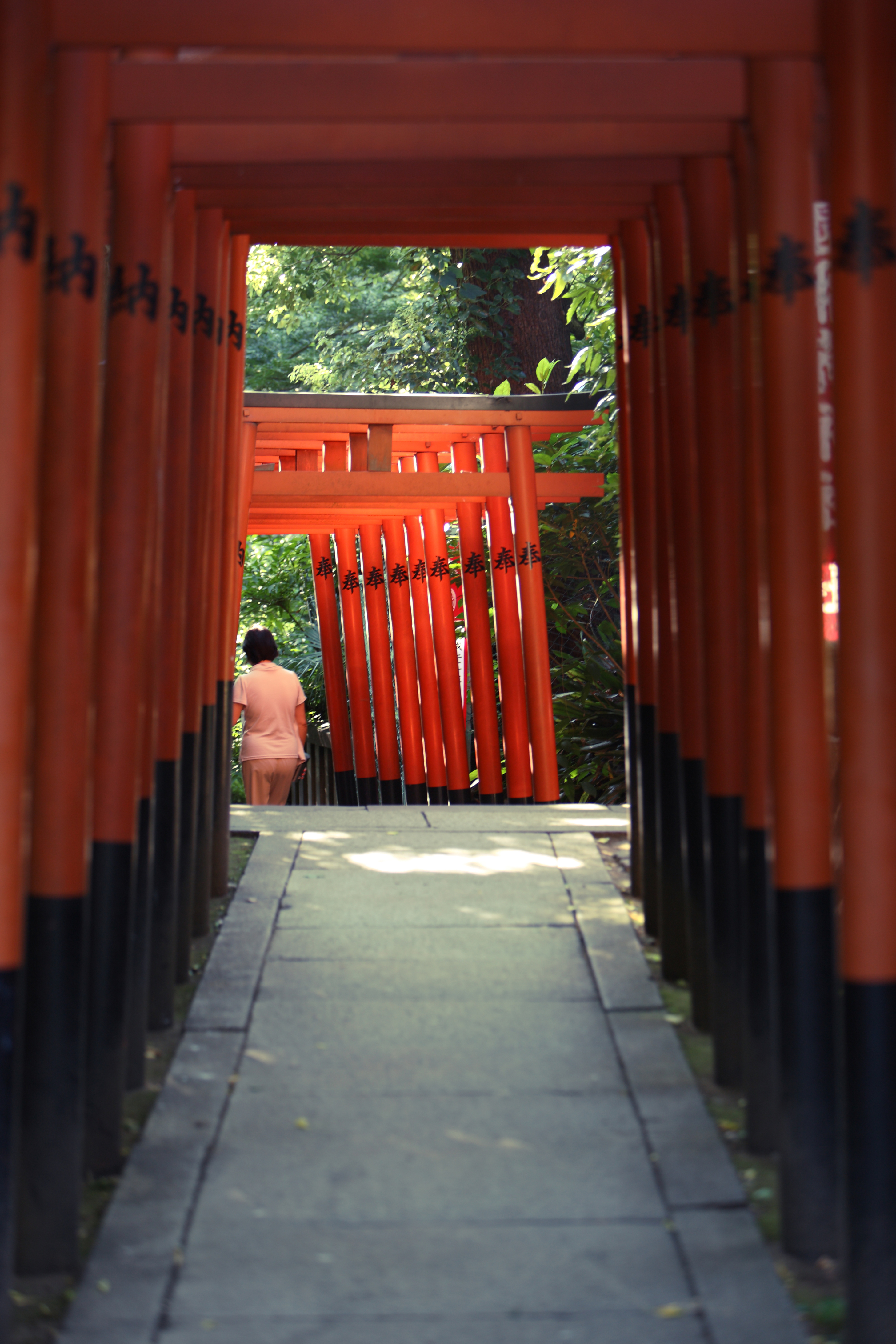
Gojōten Jinja (Hanazono Inari Jinja)
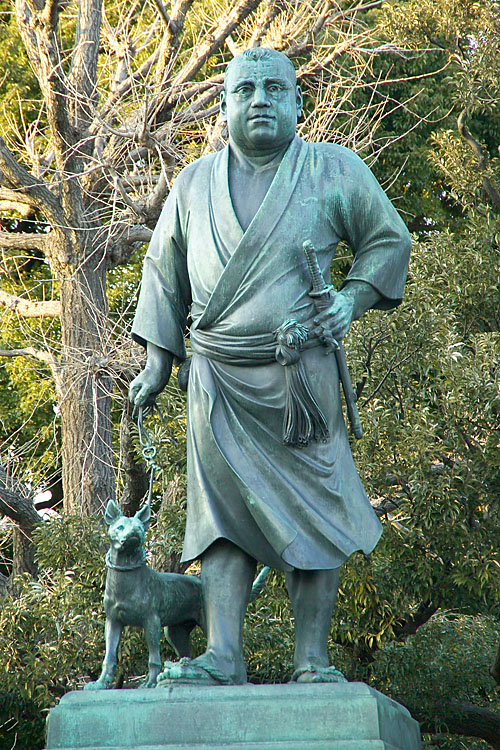
Estátua de Saigō Takamori andando com seu cachorro
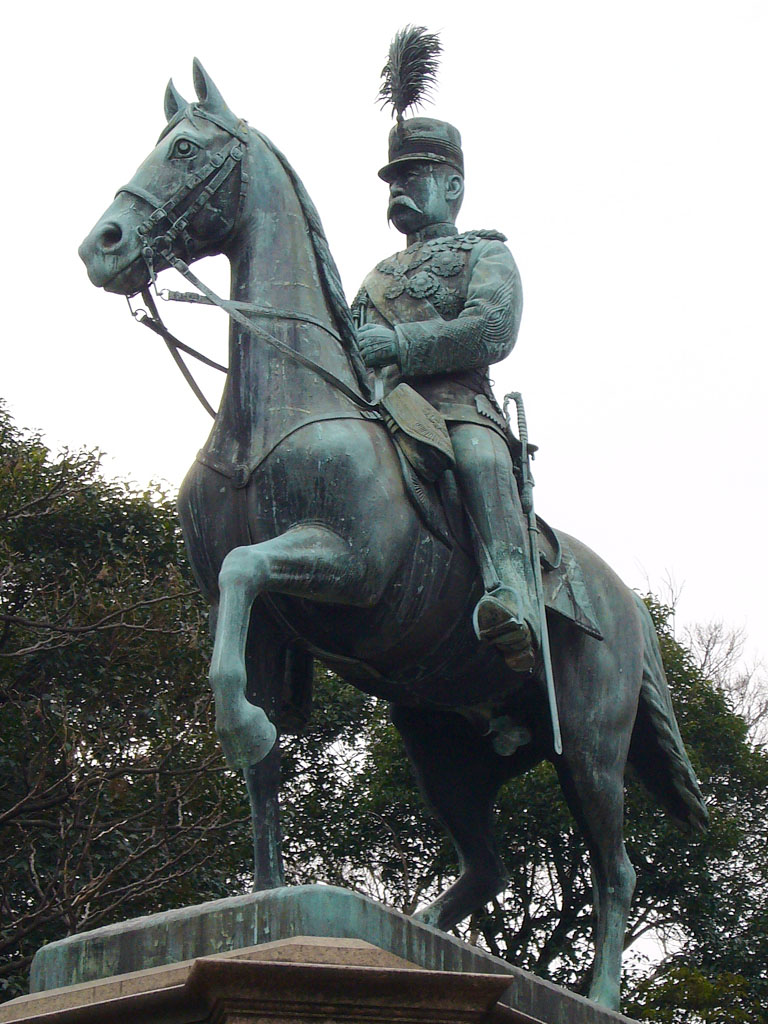
Estátua equestre do  Príncipe Komatsu Akihito
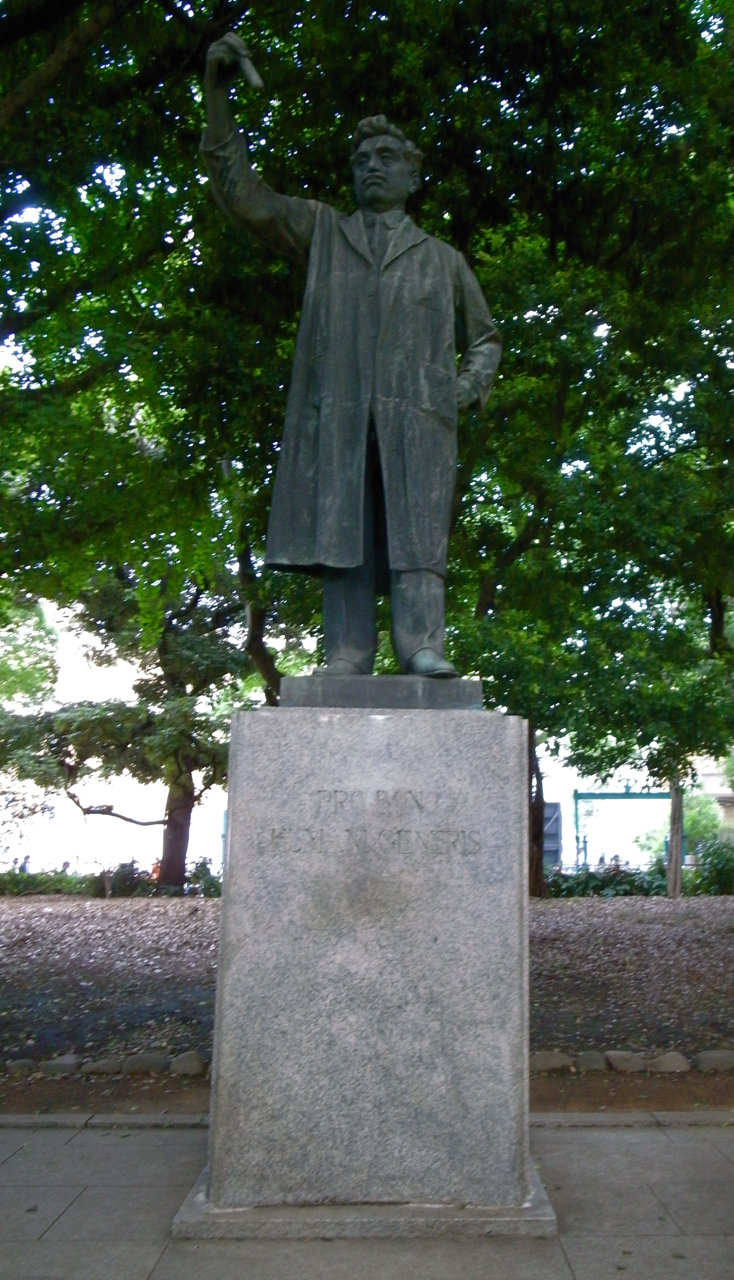
Estátua de Hideyo Noguchi
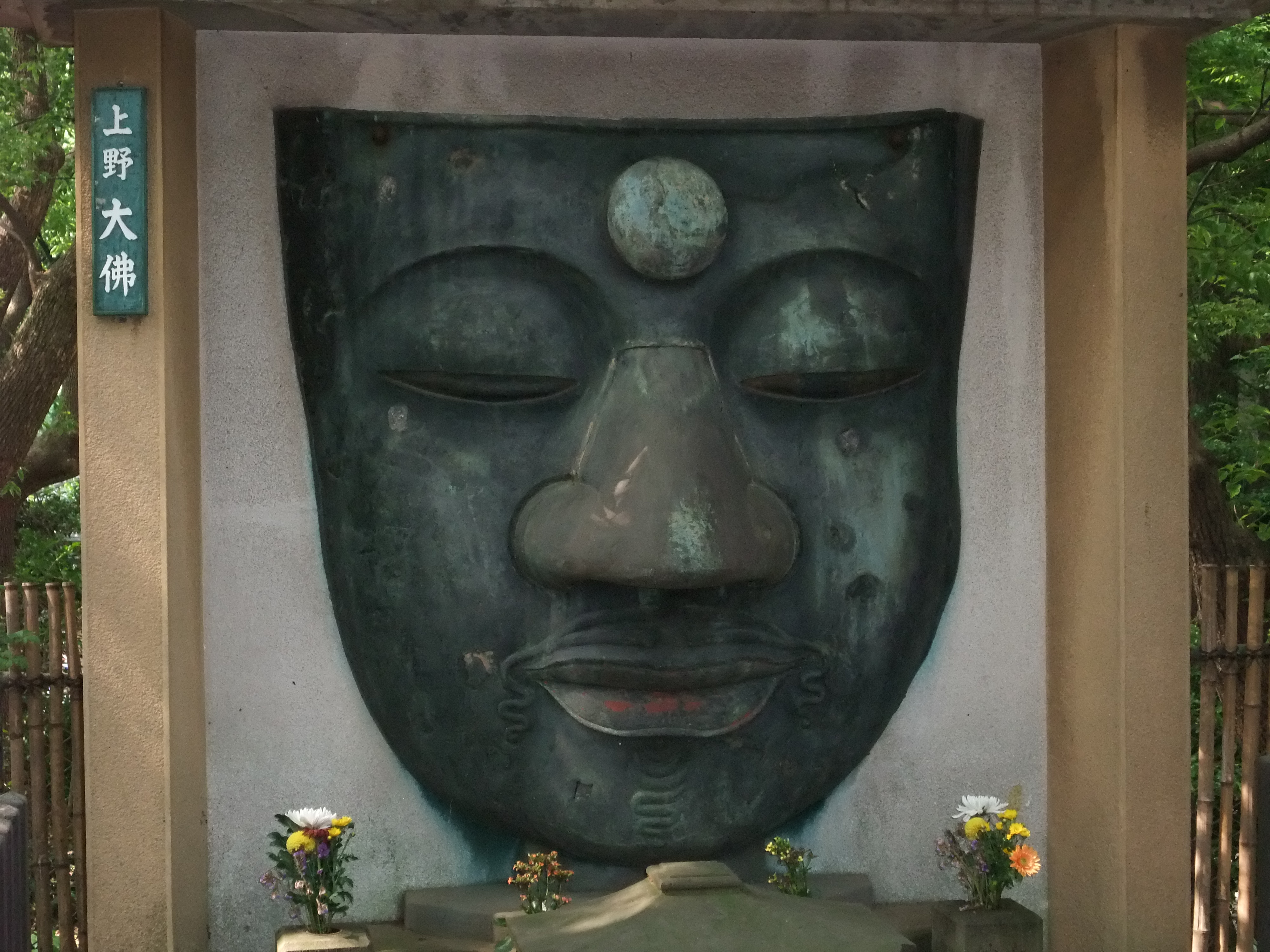
Restos do  Ueno Daibutsu
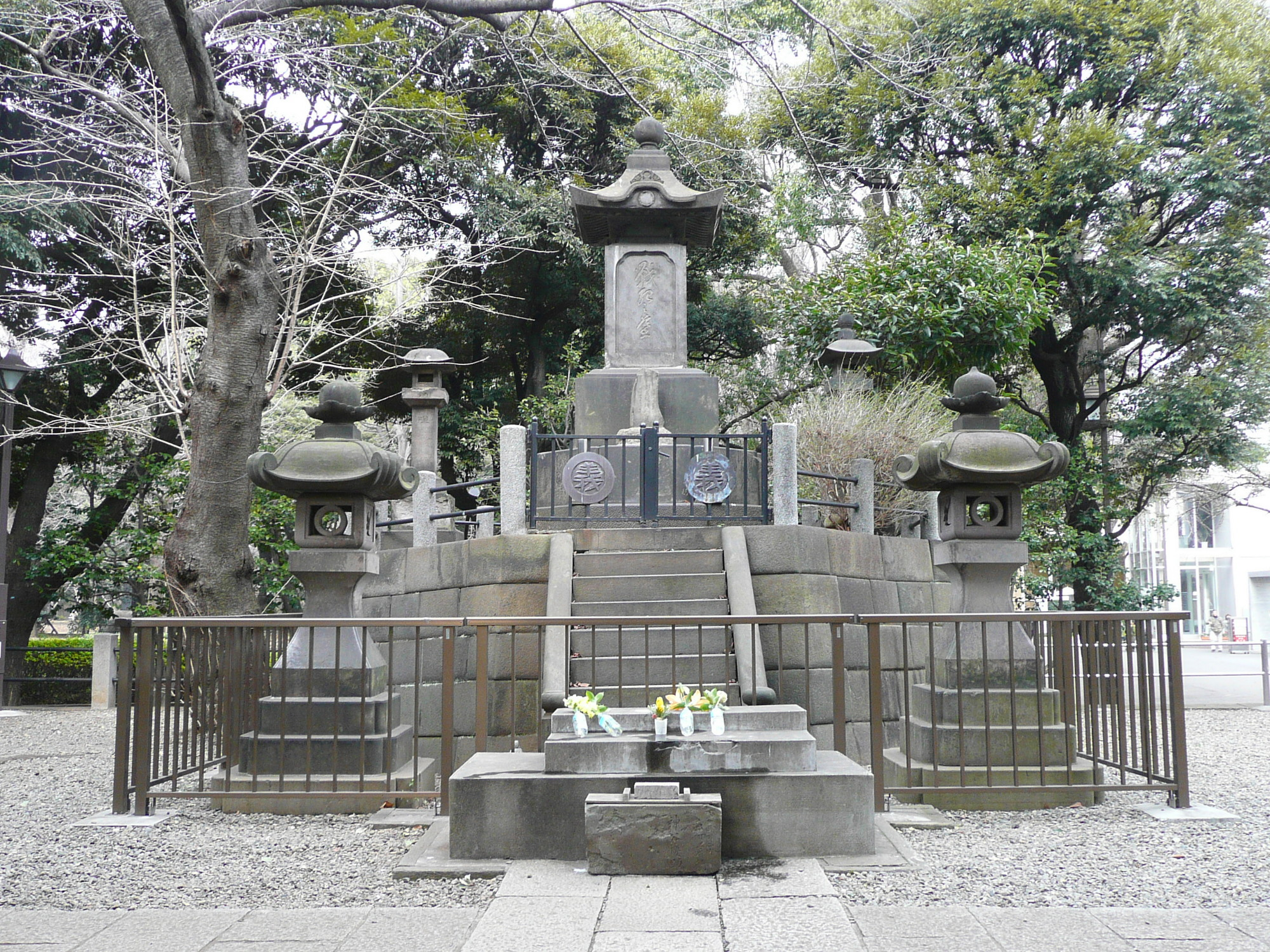
Monumento ao Shōgitai
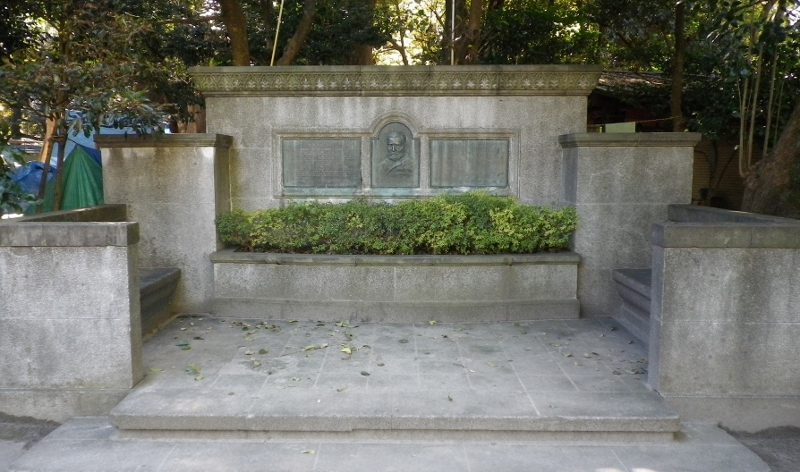
Monumento a Ulysses Grant
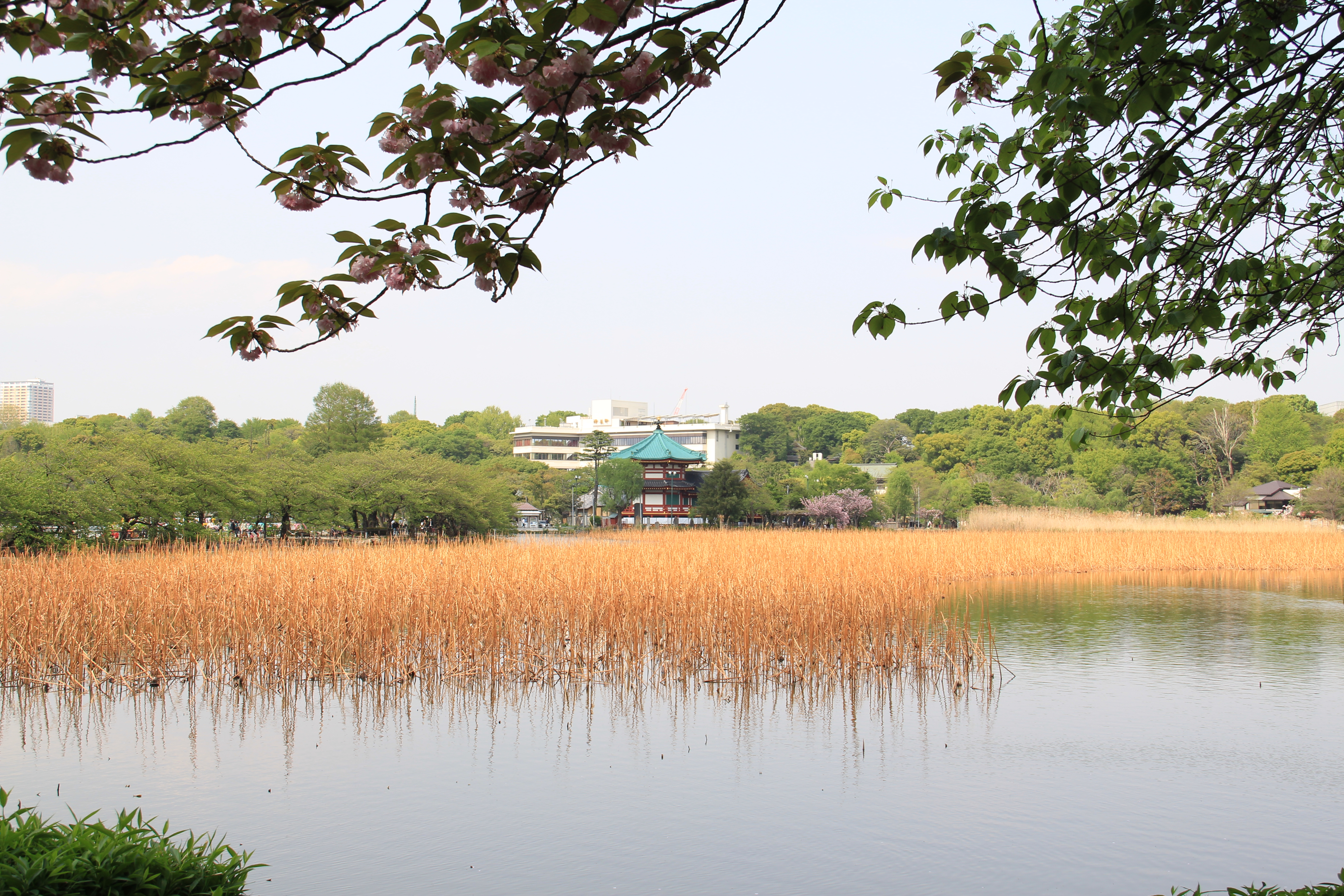
Lago Shinobazu
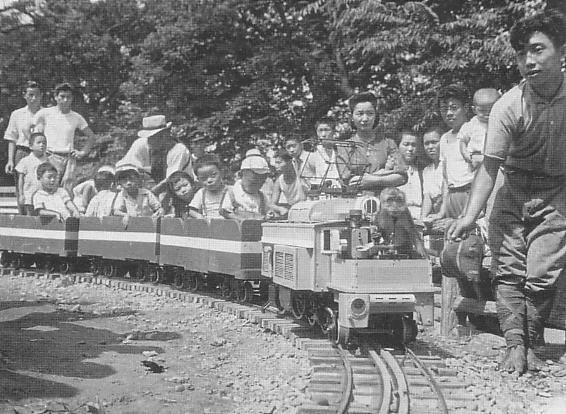
Zoológico de Ueno
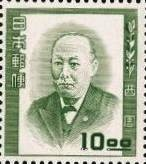
Academia do Japão
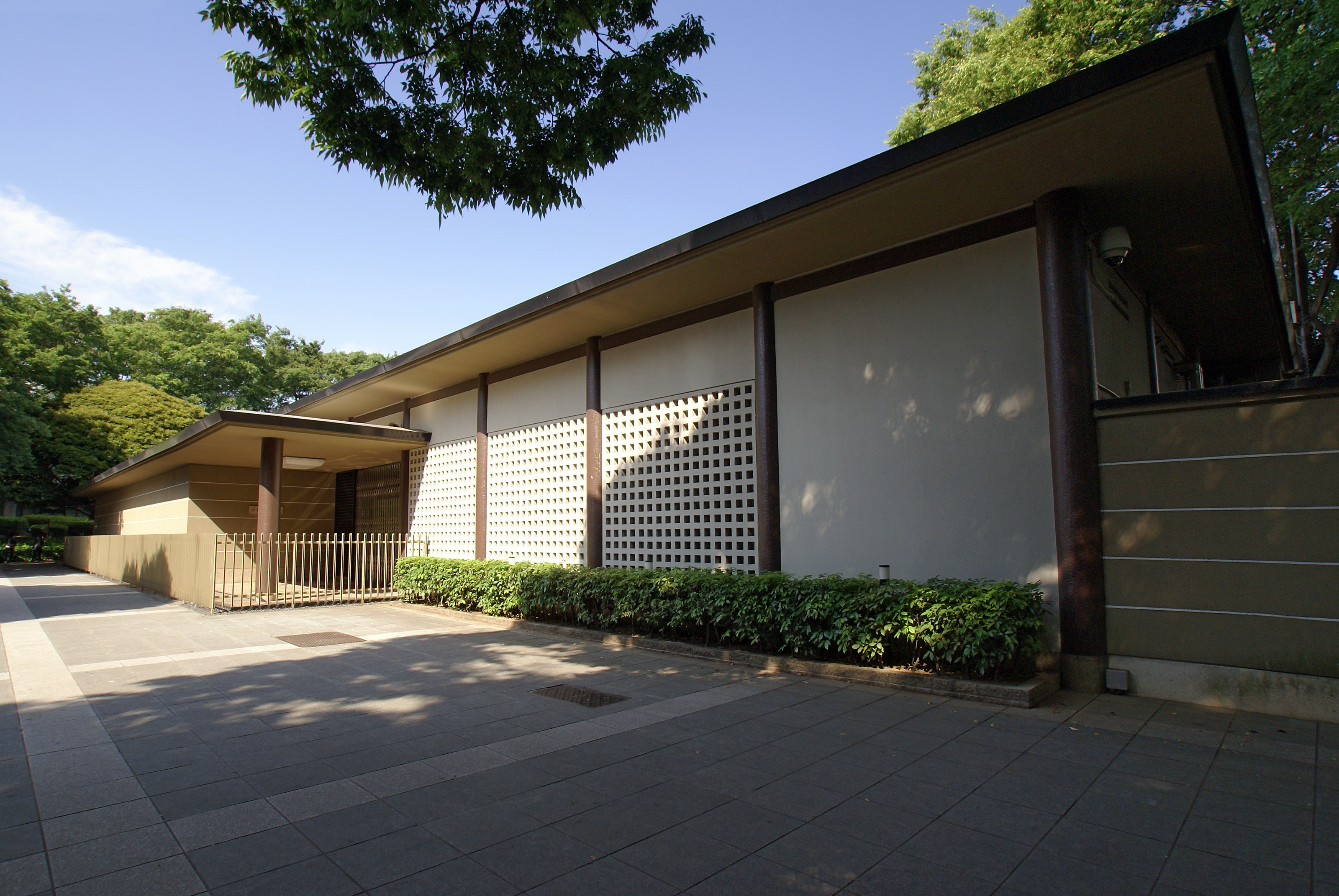
Academia de Arte do Japão
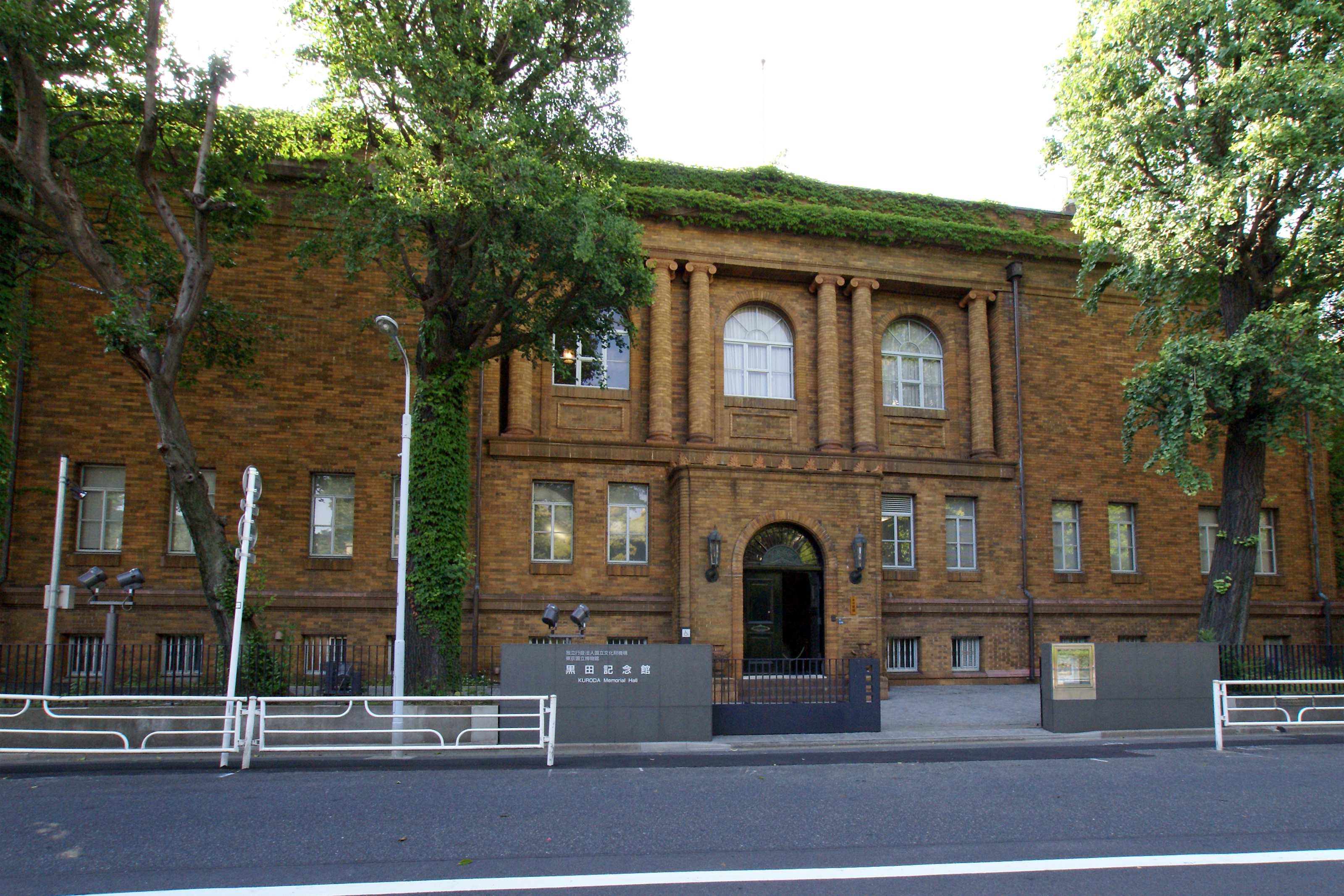
Memorial Kuroda, Instituto de Pesquisa de Propriedades Culturais de Tóquio
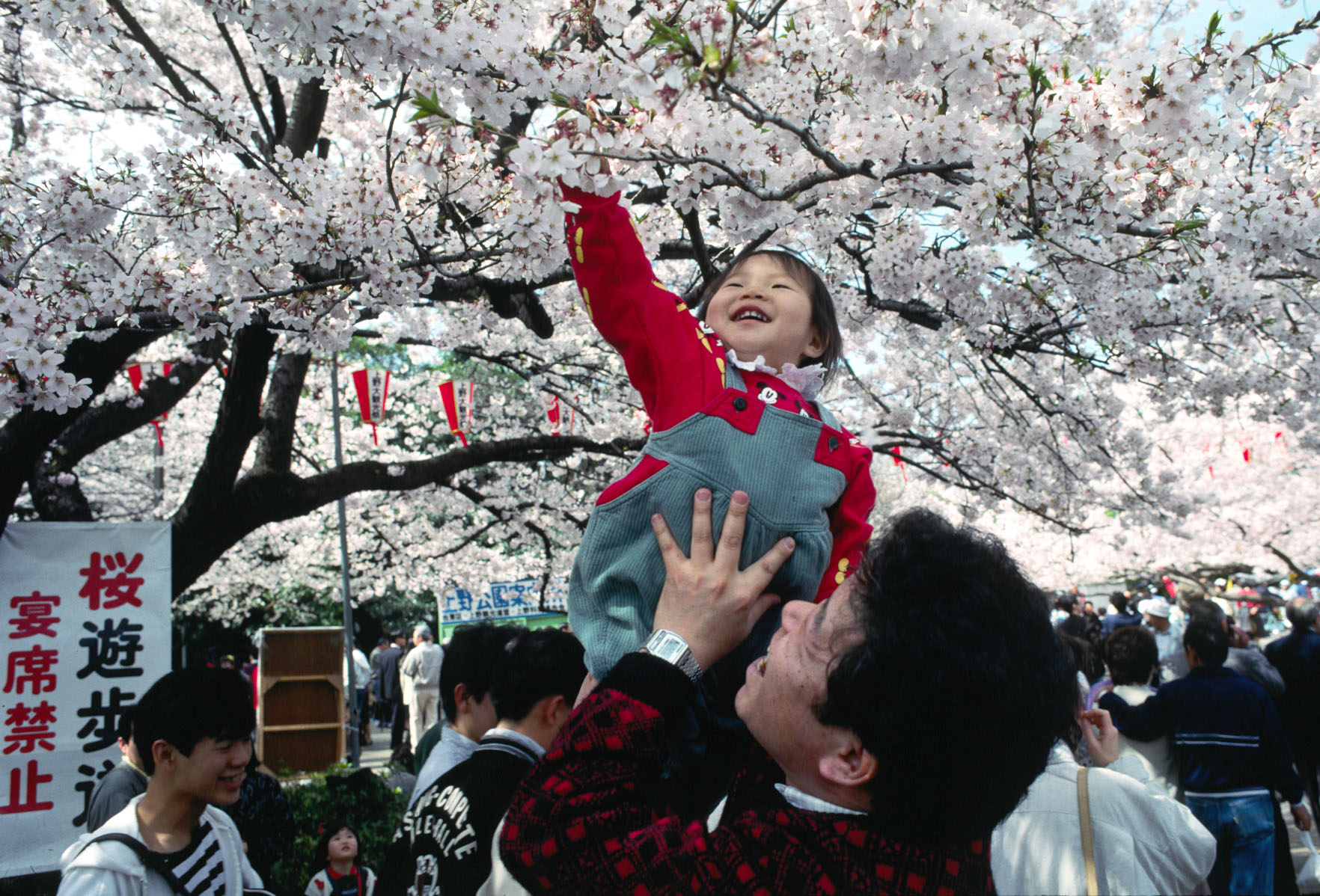
Hanami
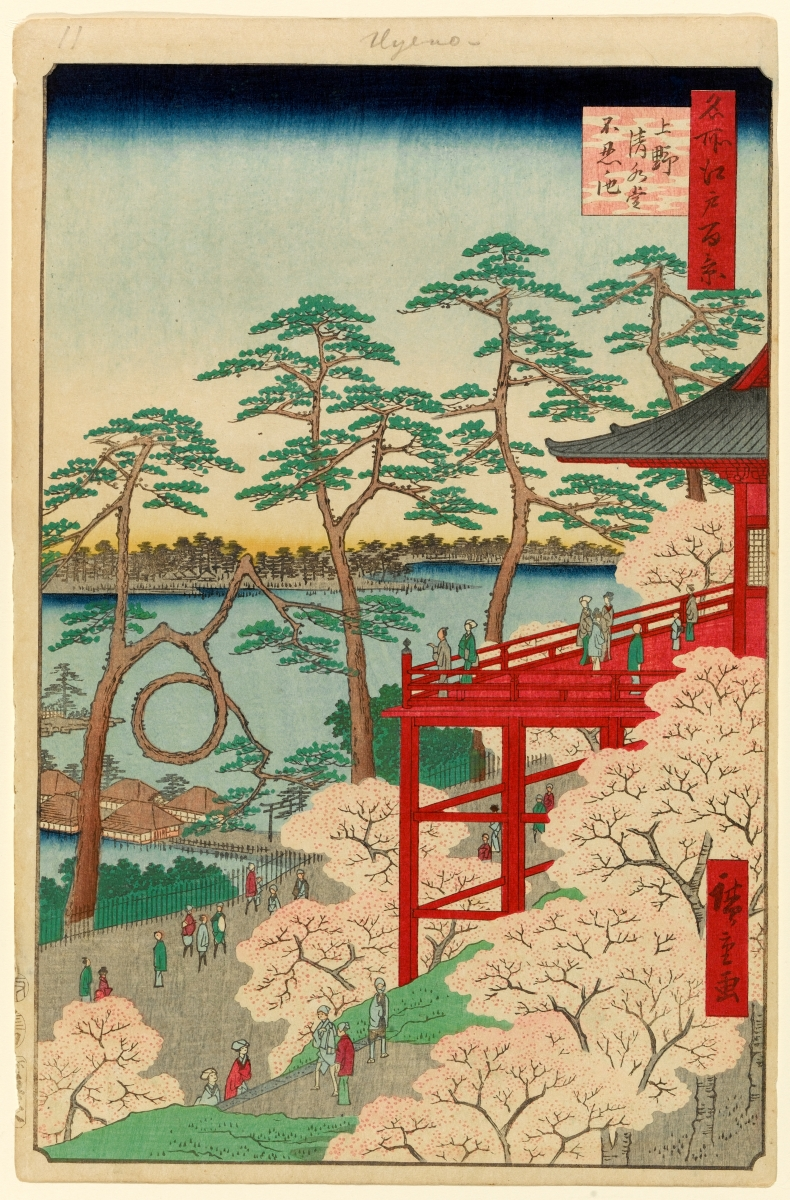
Hiroshige